# Drapetis disparilis
Drapetis disparilis är en tvåvingeart som beskrevs av Frey 1936. Drapetis disparilis ingår i släktet Drapetis och familjen puckeldansflugor. Inga underarter finns listade i Catalogue of Life.